# Annamarie Jagose
Annamarie Jagose (n. Ashburton, Noua Zeelandă, 1965 - ) este o scriitoare neozeelandeză.